# Coupe du Portugal de football 1991-1992
Navigation
1990-1991 1992-1993

La Coupe du Portugal de football 1991-1992 est la 52e édition de la Coupe du Portugal de football, considéré comme le deuxième trophée national le plus important derrière le championnat. 
La finale est jouée le 24 mai 1992, à l'Estádio Nacional do Jamor, entre le Boavista Futebol Clube et le FC Porto. Le Boavista remporte son quatrième trophée en battant le FC Porto  2 à 1 et se qualifie pour la Coupe d'Europe des vainqueurs de coupe de football 1992-1993.

## Finale
| 24 mai 1992 | Boavista Futebol Clube | 2 - 1   | FC Porto | Estádio Nacional do Jamor |                         |
|             |                        | (1 - 0) |          | Arbitrage : Veiga Trigo   | Arbitrage : Veiga Trigo |
|             | Feuille de match       |         |          | Arbitrage : Veiga Trigo   | Arbitrage : Veiga Trigo |